# Seznam olympijských medailistů v šermu mužů – šavle

## Šavle – jednotlivci
| Rok      | Zlato                                    | Stříbro                                      | Bronz                                          |
| -------- | ---------------------------------------- | -------------------------------------------- | ---------------------------------------------- |
| LOH 1896 | Ioannis Georgiadis · Řecko (GRE)         | Tilemachos Karakalos · Řecko (GRE)           | Holger Nielsen · Dánsko (DEN)                  |
| LOH 1900 | Georges de la Falaise · Francie (FRA)    | Léon Thiébaut · Francie (FRA)                | Siegfried Flesch · Rakousko (AUT)              |
| LOH 1904 | Manuel Díaz · Kuba (CUB)                 | William Grebe · Spojené státy americké (USA) | Albertson Van Zo Post · Kuba (CUB)             |
| LOH 1908 | Jenő Fuchs · Maďarsko (HUN)              | Béla Zulawsky · Maďarsko (HUN)               | Vilém Goppold z Lobsdorfu · Čechy (BOH)        |
| LOH 1912 | Jenő Fuchs · Maďarsko (HUN)              | Béla Békéssy · Maďarsko (HUN)                | Ervin Mészáros · Maďarsko (HUN)                |
| LOH 1920 | Nedo Nadi · Itálie (ITA)                 | Aldo Nadi · Itálie (ITA)                     | Adrianus de Jong · Nizozemsko (NED)            |
| LOH 1924 | Sándor Pósta · Maďarsko (HUN)            | Roger Ducret · Francie (FRA)                 | János Garay · Maďarsko (HUN)                   |
| LOH 1928 | Ödön Tersztyánszky · Maďarsko (HUN)      | Attila Petschauer · Maďarsko (HUN)           | Bino Bini · Itálie (ITA)                       |
| LOH 1932 | György Piller · Maďarsko (HUN)           | Giulio Gaudini · Itálie (ITA)                | Endre Kabos · Maďarsko (HUN)                   |
| LOH 1936 | Endre Kabos · Maďarsko (HUN)             | Gustavo Marzi · Itálie (ITA)                 | Aladár Gerevich · Maďarsko (HUN)               |
| LOH 1948 | Aladár Gerevich · Maďarsko (HUN)         | Vincenzo Pinton · Itálie (ITA)               | Pál Kovács · Maďarsko (HUN)                    |
| LOH 1952 | Pál Kovács · Maďarsko (HUN)              | Aladár Gerevich · Maďarsko (HUN)             | Tibor Berczelly · Maďarsko (HUN)               |
| LOH 1956 | Rudolf Kárpáti · Maďarsko (HUN)          | Jerzy Pawłowski · Polsko (POL)               | Lev Kuzněcov · Sovětský svaz (URS)             |
| LOH 1960 | Rudolf Kárpáti · Maďarsko (HUN)          | Zoltán Horváth · Maďarsko (HUN)              | Wladimiro Calarese · Itálie (ITA)              |
| LOH 1964 | Tibor Pézsa · Maďarsko (HUN)             | Claude Arabo · Francie (FRA)                 | Umar Mavlichanov · Sovětský svaz (URS)         |
| LOH 1968 | Jerzy Pawłowski · Polsko (POL)           | Mark Rakita · Sovětský svaz (URS)            | Tibor Pézsa · Maďarsko (HUN)                   |
| LOH 1972 | Viktor Siďak · Sovětský svaz (URS)       | Péter Marót · Maďarsko (HUN)                 | Vladimir Nazlymov · Sovětský svaz (URS)        |
| LOH 1976 | Viktor Krovopuskov · Sovětský svaz (URS) | Vladimir Nazlymov · Sovětský svaz (URS)      | Viktor Siďak · Sovětský svaz (URS)             |
| LOH 1980 | Viktor Krovopuskov · Sovětský svaz (URS) | Michail Burcev · Sovětský svaz (URS)         | Imre Gedővári · Maďarsko (HUN)                 |
| LOH 1984 | Jean-François Lamour · Francie (FRA)     | Marco Marin · Itálie (ITA)                   | Peter Westbrook · Spojené státy americké (USA) |
| LOH 1988 | Jean-François Lamour · Francie (FRA)     | Janusz Olech · Polsko (POL)                  | Giovanni Scalzo · Itálie (ITA)                 |
| LOH 1992 | Bence Szabó · Maďarsko (HUN)             | Marco Marin · Itálie (ITA)                   | Jean-François Lamour · Francie (FRA)           |
| LOH 1996 | Stanislav Pozdňakov · Rusko (RUS)        | Sergej Šarikov · Rusko (RUS)                 | Damien Touya · Francie (FRA)                   |
| LOH 2000 | Mihai Covaliu · Rumunsko (ROU)           | Mathieu Gourdain · Francie (FRA)             | Wiradech Kothny · Německo (GER)                |
| LOH 2004 | Aldo Montano · Itálie (ITA)              | Zsolt Nemcsik · Maďarsko (HUN)               | Vladyslav Treťjak · Ukrajina (UKR)             |
| LOH 2008 | Čung Man · Čína (CHN)                    | Nicolas Lopez · Francie (FRA)                | Mihai Covaliu · Rumunsko (ROU)                 |
| LOH 2012 | Áron Szilágyi · Maďarsko (HUN)           | Diego Occhiuzzi · Itálie (ITA)               | Nikolaj Kovaljov · Rusko (RUS)                 |
| LOH 2016 | Áron Szilágyi · Maďarsko (HUN)           | Daryl Homer · Spojené státy americké (USA)   | Kim Čong-hwan · Jižní Korea (KOR)              |
| LOH 2020 | Áron Szilágyi · Maďarsko (HUN)           | Luigi Samele · Itálie (ITA)                  | Kim Jung-hwan · Jižní Korea (KOR)              |
| LOH 2024 | Oh Sang-uk · Jižní Korea (KOR)           | Farès Ferjani · Tunisko (TUN)                | Luigi Samele · Itálie (ITA)                    |

## Šavle – družstvo
| Rok      | Zlato | Stříbro | Bronz |
| -------- | --- | --- | --- |
| LOH 1908 | Maďarsko (HUN) · Jenő Fuchs · Oszkár Gerde · Péter Tóth · Lajos Werkner · Dezső Földes                                                                  | Itálie (ITA) · Marcello Bertinetti · Riccardo Nowak · Abelardo Olivier · Alessandro Pirzio-Biroli · Sante Ceccherini                                   | Čechy (BOH) · Vlastimil Lada-Sázavský · Vilém Goppold von Lobsdorf · Bedřich Schejbal · Jaroslav Tuček · Otakar Lada                                                     |
| LOH 1912 | Maďarsko (HUN) · Jenő Fuchs · László Berti · Ervin Mészáros · Dezső Földes · Oszkár Gerde · Zoltán Ozoray Schenker · Péter Tóth · Lajos Werkner         | Rakousko (AUT) · Richard Verderber · Otto Herschmann · Rudolf Cvetko · Friedrich Golling · Andreas Suttner · Albert Bogen · Reinhold Trampler ·        | Nizozemsko (NED) · Willem van Blijenburgh · George van Rossem · Adrianus de Jong · Jetze Doorman · Dirk Scalongne · Hendrik de Jongh                                     |
| LOH 1920 | Itálie (ITA) · Aldo Nadi · Nedo Nadi · Francesco Gargano · Oreste Puliti · Giorgio Santelli · Dino Urbani · Federico Secondo Cesarano · Baldo Baldi     | Francie (FRA) · Jean Margraff · Marc Marie Jean Perrodon · Henri Marie Raoul De Saint Germain · Georges Trombert                                       | Nizozemsko (NED) · Jan Van Der Wiel · Adrianus De Jong · Jetze Doorman · Willem Van Blijenburgh · Louis Delaunoy · Salomon Zeldenrust                                    |
| LOH 1924 | Itálie (ITA) · Renato Anselmi · Guido Balzarini · Marcello Bertinetti · Bino Bini · Vincenzo Cuccia · Oreste Moricca · Oreste Puliti · Giulio Sarrocchi | Maďarsko (HUN) · László Berti · János Garay · Sándor Pósta · József Rády · Zoltán Ozoray Schenker · László Széchy · Ödön Tersztyánszky · Jenő Uhlyárik | Nizozemsko (NED) · Adrianus De Jong · Jetze Doorman · Hendrik Scherpenhuyzen · Jan Van Der Wiel · Maarten Hendrik Van Dulm · Henri Jacob Wynoldy-Daniels                 |
| LOH 1928 | Maďarsko (HUN) · Ödön Tersztyánszky · János Garay · Attila Petschauer · József Rády · Sándor Gombos · Gyula Glykais                                     | Itálie (ITA) · Bino Bini · Oreste Puliti · Giulio Sarrocchi · Renato Anselmi · Emilio Salafia · Gustavo Marzi                                          | Polsko (POL) · Adam Papée · Tadeusz Friedrich · Kazimierz Laskowski · Władysław Segda · Aleksander Małecki · Jerzy Zabielski                                             |
| LOH 1932 | Maďarsko (HUN) · Endre Kabos · Attila Petschauer · Ernő Nagy · Gyula Glykais · György Piller · Aladár Gerevich ·                                        | Itálie (ITA) · Gustavo Marzi · Giulio Gaudini · Renato Anselmi · Emilio Salafia · Arturo De Vecchi · Ugo Pignotti                                      | Polsko (POL) · Tadeusz Friedrich · Marian Suski · Władysław Dobrowolski · Władysław Segda · Leszek Lubicz · Adam Papée                                                   |
| LOH 1936 | Maďarsko (HUN) · Pál Kovács · Tibor Berczelly · Imre Rajczy · Aladár Gerevich · Endre Kabos · László Rajcsányi                                          | Itálie (ITA) · Vincenzo Pinton · Aldo Masciotta · Athos Tanzini · Aldo Montano · Gustavo Marzi · Giulio Gaudini                                        | Německo (GER) · Hans Jörger · Julius Eisenecker · August Heim · Erwin Casmir · Richard Wahl · Hans Esser                                                                 |
| LOH 1948 | Maďarsko (HUN) · László Rajcsányi · Bertalan Papp · Aladár Gerevich · Tibor Berczelly · Rudolf Kárpáti · Pál Kovács                                     | Itálie (ITA) · Carlo Turcato · Gastone Darè · Vincenzo Pinton · Mauro Racca · Renzo Nostini · Aldo Montano                                             | Spojené státy americké (USA) · Miguel Angel De Capriles · Norman Cohn-Armitage · George Vitez Worth · Dean Victor Cetrulo · James Hummitzsch Flynn · Tibor Andrew Nyilas |
| LOH 1952 | Maďarsko (HUN) · Bertalan Papp · László Rajcsányi · Rudolf Kárpáti · Tibor Berczelly · Aladár Gerevich · Pál Kovács                                     | Itálie (ITA) · Giorgio Pellini · Vincenzo Pinton · Renzo Nostini · Mauro Racca · Gastone Darè · Roberto Ferrari                                        | Francie (FRA) · Maurice Piot · Jacques Lefèvre · Bernard Morel · Jean Laroyenne · Jean Francois Tournon · Jean Levavasseur                                               |
| LOH 1956 | Maďarsko (HUN) · Attila Keresztes · Aladár Gerevich · Rudolf Kárpáti · Jenő Hámori · Pál Kovács · Dániel Magay                                          | Polsko (POL) · Zygmunt Pawlas · Jerzy Pawłowski · Wojciech Zabłocki · Andrzej Piątkowski · Marian Kuszewski · Ryszard Zub                              | Sovětský svaz (URS) · Jakov Rylskij · David Tyshler · Lev Kuznetsov · Yevgeny Cherepovsky · Leonid Bogdanov                                                              |
| LOH 1960 | Maďarsko (HUN) · Tamás Mendelényi · Rudolf Kárpáti · Pál Kovács · Zoltán Horváth · Gábor Delneky · Aladár Gerevich                                      | Polsko (POL) · Andrzej Piątkowski · Emil Ochyra · Wojciech Zabłocki · Jerzy Pawłowski · Ryszard Zub · Marian Kuszewski                                 | Itálie (ITA) · Wladimiro Calarese · Giampaolo Calanchini · Pierluigi Chicca · Roberto Ferrari · Mario Ravagnan                                                           |
| LOH 1964 | Sovětský svaz (URS) · Boris Melnikov · Nugzar Asatiani · Mark Rakita · Jakov Rylskij · Umar Mavlichanov                                                 | Itálie (ITA) · Giampaolo Calanchini · Wladimiro Calarese · Pierluigi Chicca · Mario Ravagnan · Cesare Salvadori                                        | Polsko (POL) · Emil Ochyra · Jerzy Pawłowski · Ryszard Zub · Andrzej Piątkowski · Wojciech Zabłocki                                                                      |
| LOH 1968 | Sovětský svaz (URS) · Vladimir Nazlymov · Viktor Siďak · Eduard Vinokurov · Mark Rakita · Umar Mavlichanov                                              | Itálie (ITA) · Wladimiro Calarese · Michele Maffei · Cesare Salvadori · Pierluigi Chicca · Rolando Rigoli                                              | Maďarsko (HUN) · Tamás Kovács · János Kalmár · Péter Bakonyi · Miklós Meszéna · Tibor Pézsa                                                                              |
| LOH 1972 | Itálie (ITA) · Michele Maffei · Mario Aldo Montano · Mario Tullio Montano · Rolando Rigoli · Cesare Salvadori                                           | Sovětský svaz (URS) · Viktor Bashenov · Vladimir Nazlymov · Viktor Siďak · Eduard Vinokurov · Mark Rakita                                              | Maďarsko (HUN) · Pál Gerevich · Tamás Kovács · Péter Marót · Tibor Pézsa · Péter Bakonyi                                                                                 |
| LOH 1976 | Sovětský svaz (URS) · Viktor Krovopuskov · Eduard Vinokurov · Viktor Siďak · Vladimir Nazlymov · Michail Burcev                                         | Itálie (ITA) · Mario Aldo Montano · Michele Maffei · Angelo Arcidiacono · Tommaso Montano · Mario Tullio Montano                                       | Rumunsko (ROU) · Daniel Irimiciuc · Ioan Pop · Marin Mustata · Corneliu Marin · Alexandru Nilca                                                                          |
| LOH 1980 | Sovětský svaz (URS) · Michail Burcev · Viktor Krovopuskov · Viktor Siďak · Vladimir Nazlymov                                                            | Itálie (ITA) · Michele Maffei · Mario Aldo Montano · Marco Romano · Ferdinando Meglio                                                                  | Maďarsko (HUN) · Imre Gedővári · Rudolf Nébald · Pál Gerevich · Ferenc Hammang · György Nébald                                                                           |
| LOH 1984 | Itálie (ITA) · Marco Marin · Gianfranco Dalla Barba · Giovanni Scalzo · Ferdinando Meglio · Angelo Arcidiacono                                          | Francie (FRA) · Jean-François Lamour · Pierre Guichot · Hervé Granger-Veyron · Philippe Delrieu · Franck Ducheix                                       | Rumunsko (ROU) · Marin Mustata · Ioan Pop · Alexandru Chiculita · Corneliu Marin · Vilmos Szabó                                                                          |
| LOH 1988 | Maďarsko (HUN) · Imre Bujdosó · László Csongrádi · Imre Gedővári · György Nébald · Bence Szabó                                                          | Sovětský svaz (URS) · Andrej Alšan · Michail Burcev · Sergei Koryakin · Sergej Mindirgasov · George Pogosov                                            | Itálie (ITA) · Massimo Cavaliere · Gianfranco Dalla Barba · Marco Marin · Ferdinando Meglio · Giovanni Scalzo                                                            |
| LOH 1992 | Sjednocený tým (EUN) · Grigorij Kirijenko · Alexandr Širšov · George Pogosov · Vadym Gutcajt · Stanislav Pozdňakov                                      | Maďarsko (HUN) · Bence Szabó · Csaba Köves · György Nébald · Péter Abay · Imre Bujdosó                                                                 | Francie (FRA) · Jean-François Lamour · Jean-Philippe Daurelle · Franck Ducheix · Hervé Grainger-Veyron · Pierre Guichot                                                  |
| LOH 1996 | Rusko (RUS) · Stanislav Pozdňakov · Grigorij Kirijenko · Sergej Šarikov                                                                                 | Maďarsko (HUN) · Csaba Köves · József Navarrete · Bence Szabó                                                                                          | Itálie (ITA) · Rafaello Caserta · Luigi Tarantino · Toni Terenzi |
| LOH 2000 | Rusko (RUS) · Sergej Šarikov · Alexej Frosin · Stanislav Pozdňakov                                                                                      | Francie (FRA) · Mathieu Gourdain · Julien Pillet · Cedric Seguin · Damien Touya                                                                        | Německo (GER) · Dennis Bauer · Wiradech Kothny · Alexander Weber |
| LOH 2004 | Francie (FRA) · Julien Pillet · Damien Touya · Gael Touya                                                                                               | Itálie (ITA) · Aldo Montano · Giampiero Pastore · Luigi Tarantino                                                                                      | Rusko (RUS) · Sergej Šarikov · Aleksey Dyachenko · Stanislav Pozdňakov · Alexej Jakimenko                                                                                |
| LOH 2008 | Francie (FRA) · Nicolas Lopez · Julien Pillet · Boris Sanson                                                                                            | Spojené státy americké (USA) · Tim Morehouse · Jason Rogers · Keeth Smart · James Williams                                                             | Itálie (ITA) · Aldo Montano · Diego Occhiuzzi · Giampiero Pastore · Luigi Tarantino                                                                                      |
| LOH 2012 | Jižní Korea (KOR) · Ku Pon-kil · Won U-jong · Kim Čong-hwan · O Un-sok                                                                                  | Rumunsko (ROU) · Rareș Dumitrescu · Tiberiu Dolniceanu · Florin Zalomir · Alexandru Siriţeanu                                                          | Itálie (ITA) · Aldo Montano · Diego Occhiuzzi · Luigi Samele · Luigi Tarantino                                                                                           |
| LOH 2016 | nebyl na programu LOH | nebyl na programu LOH | nebyl na programu LOH |
| LOH 2020 | Jižní Korea (KOR) · Oh Sang-uk · Kim Jun-ho · Kim Čong-hwan · Ku Pon-kil                                                                                | Itálie (ITA) · Luca Curatoli · Luigi Samele · Enrico Berrè · Aldo Montano                                                                              | Maďarsko (HUN) · Áron Szilágyi · András Szatmári · Tamás Decsi · Csanád Gémesi                                                                                           |
| LOH 2024 | Jižní Korea (KOR) · Ku Pon-kil · O Sang-uk · Pak Sang-won · Tu Kjong-tong                                                                               | Maďarsko (HUN) · Csanád Gémesi · András Szatmári · Áron Szilágyi · Krisztián Rabb                                                                      | Francie (FRA) · Sébastien Patrice · Maxime Pianfetti · Boladé Apithy · Jean-Philippe Patrice                                                                             |